# Sigurd Islandsmoen
Sigurd Islandsmoen (Bagn (Sør-Aurdal), 27 août 1881 – Bagn, 1er juillet 1964) est un compositeur norvégien. 
Il a étudié au conservatoire d'Oslo et plus tard à Leipzig, où il travaille entre autres, avec Max Reger. De 1916 à 1961, il est organiste de l'église de Moss (Norvège). Sa composition, sans doute la plus célèbre, est la pièce vocale « Det lysnet i skogen » (Il sera plus léger dans la forêt) sur un texte de Jørgen Moe. C'est probablement le plus joué des thèmes au cours des années 1950, ayant été utilisé par la radiodiffusion norvégienne NRK, pour le programme Ønskekonserter (concerts souhaits). En outre, l'ensemble de son œuvre, entre autres, la messe de requiem, composée en 1935 et 1936 et dont la première a eu lieu en 1943, l'opéra Gudrun Laugar, deux symphonies, plusieurs oratorios, y compris Israël en exil, dont la première a eu lieu en 1931, et Le pays après Babylone (créée en 1934), l'œuvre chorale, Missa solemnis (créé en 1954), de la musique de chambre, de piano et d'orgue des œuvres et une longue série d'œuvres chorales.

## Biographie
Sigurd Islandsmoen, plus jeune fils d'une famille de neuf enfants, grandit dans la ferme de la famille Islandsmoen, à Bagn (Sør-Aurdal dans le comté d'Oppland), dans une ambiance de chaleureuse harmonie, imprégné de la musique et du chant. Enfant, à la ferme, il avait dessiné le clavier d'un orgue sur une planche, qu'il jouait entendant la musique en lui-même. Son premier véritable orgue/harmonium a été fait et offert par un oncle à Islandsmoen, à l'âge de neuf ans. Depuis ses plus jeunes années, il était sous le charme de la collecte de la musique folklorique. Lors d'un voyage en 1934, il a eu l'idée d'une œuvre chorale pour composer un requiem.
Il passe l'examen de son diplôme à Elverum lærerskole en 1904 et travaille comme professeur de 1904 à 1916. Il travaille d'abord en tant que professeur et organiste quelques années dans sa ville natale de Bagn, puis six autres années, en tant que professeur de musique à Gjøvik. À Bagn, une grande partie de la musique fournie par deux de ses frères. À Gjøvik, il fonde la société Islandsmoen une compagnie de théâtre. Avant et après ses études, il étudie au conservatoire de musique d'Oslo et plus tard, sous la direction de Max Reger à Leipzig. Il est donc devenu organiste et grâce à cette capacité, d'une grande importance pour la vie musicale de Moss dans les années 1916-1961. Après plusieurs essais en  1919 avec Die Jahreszeiten de Haydn et plus tard, Elias de Mendelssohn, en 1920, Islandsmoen prend l'initiative de mettre en place l'association chorale Moss. En 1924, il prend également la tête à la création de l'association de l'orchestre Moss, après une grande mise en œuvre réussie de Judas Maccabæus de Haendel. Cette collaboration avec les deux associations le conduit à la composition de nombreuses œuvres pour chœur et orchestre. Les 49 oratorios sous sa direction, l'association du chœur Moss sont considérés comme la force motrice de la vie musicale de la ville.
Son séjour à Leipzig a considérablement influencé son développement musical futur, notamment et surtout l'organiste Karl Straube (1873–1950) et le chef d'orchestre de l'Orchestre du Gewandhaus de Leipzig, Arthur Nikisch (1855–1922). Les mouvements du romantisme tardif et le chromatisme sont d'un puissant effet sur lui, cependant Islandsmoen, selon ce qui a été dit est né cent ans trop tard, à l'époque des grands compositeurs classiques.
Islandsmoen est fait chevalier dans l'Ordre de Saint-Olaf et reçoit en 1952, un salaire d'artiste de l'État. Jusqu'à sa mort en 1964, il est resté très actif dans la vie musicale, notamment jusqu'à la première de son opéra historique, Gudrun Laugar (1964).
Sigurd Islandsmoen est mort dans sa ville natale de Bagn (Sør-Aurdal) presque âgé de 83 ans, le 1er juillet 1964.

## Œuvres (sélection)
- Israel i fangenskap (oratorio, création 1931)
- Heimat frå Babel (oratorio, création 1934)
- Requiem (1935-36, création 1943)
- Missa solemnis (création 1954)
- Guðrun Laugar (opéra)
- Missa Nidrosiense (1963)
- Deux symphonies
- Ouverture norvégienne